# Anna Amalie Abert
Anna Amalie Abert (Halle, 19 settembre 1906 – Kiel, 4 gennaio 1996) è stata una musicologa tedesca.
Figlia di Hermann Abert e nipote di Johann Joseph Abert, fu chiamata nel 1943 all'insegnamento della musicologia all'Università di Kiel.